# Sabujá
El sabujá (sapoya), o Pedra Branca,és una llengua karirí extinta del nord-oest de l'estat de Bahia, al Brasil. De vegades es considera un dialecte d'una sola llengua karirí.
Està documentat en una llista de paraules per von Martius (1867).